# Lo Tamany
Lo Tamany o Sòl Tamany és una serra situada al municipi de Vilanova de Meià a la comarca del Noguera, amb una elevació màxima de 1.103 metres.

## Referències

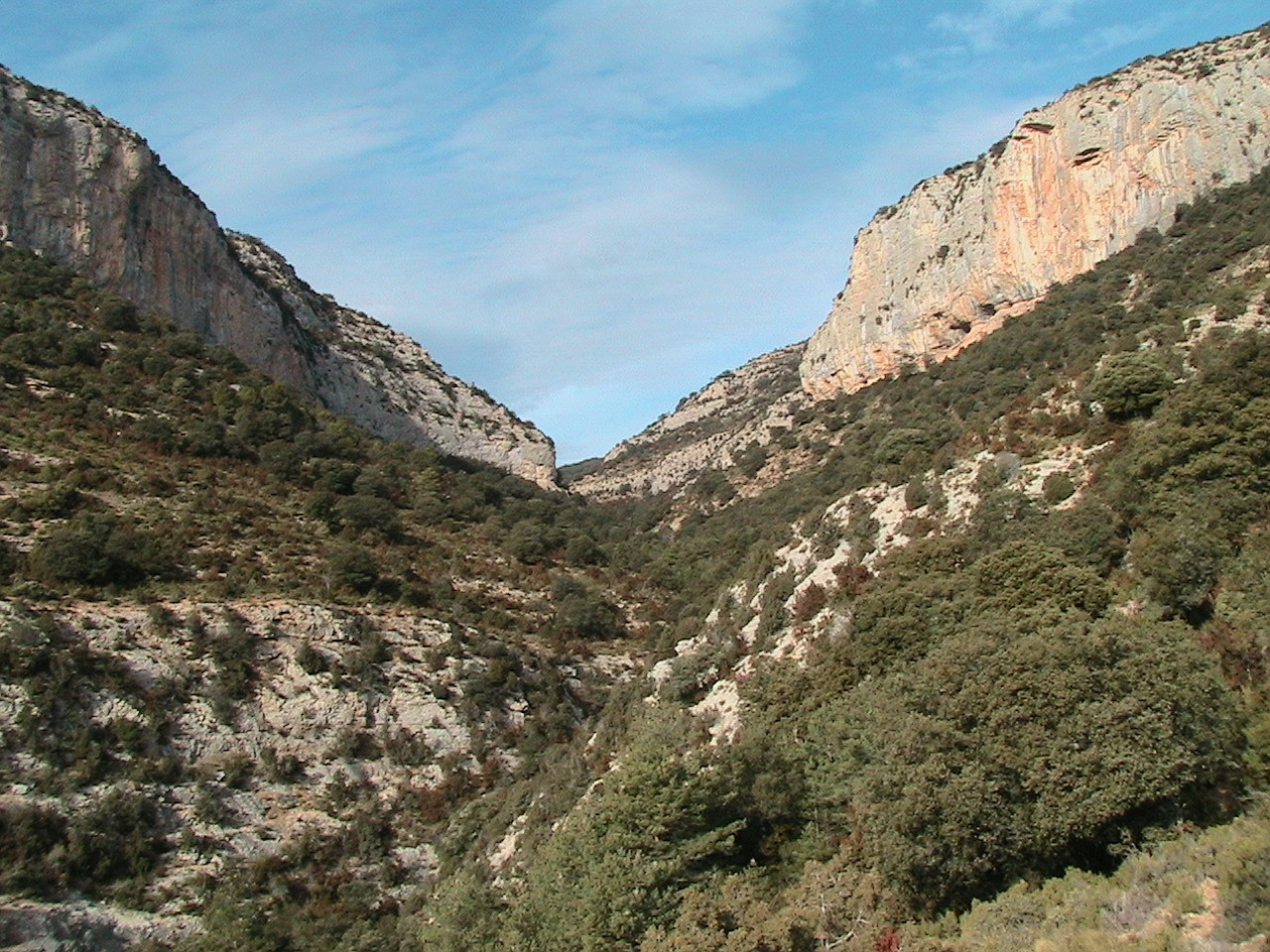
Els cingles de lo Tamany tanquen per llevant el barranc de Cuba